# فيديريكو ديونيزي
فيديريكو ديونيزي (بالإيطالية: Federico Dionisi)‏ (مواليد 16 يونيو 1987 في رييتي - إيطاليا) لاعب كرة قدم إيطالي يلعب حاليا لصالح نادي الدرجة الأولى ليفورنو الإيطالي منذ 2009 في مركز المهاجم كما يجيد اللعب في مركز الجناح الأيمن .

## روابط خارجية
- فيديريكو ديونيزي على موقع قاعدة بيانات كرة القدم.إي يو (الإنجليزية)
- فيديريكو ديونيزي على موقع Soccerway.com (الإنجليزية)
- فيديريكو ديونيزي على موقع عالم كرة القدم.نت (الإنجليزية)
- فيديريكو ديونيزي على موقع كووورة
- فيديريكو ديونيزي على موقع AS.com (الإسبانية)